# Mecanismo de Scott Russell

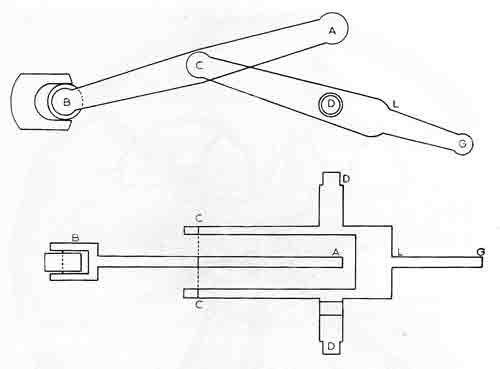
Mecanismo de movimiento rectilíneo directo Freemantle. Patente británica 2741; 17 de noviembre de 1803

Animación de un mecanismo de Scott Russell

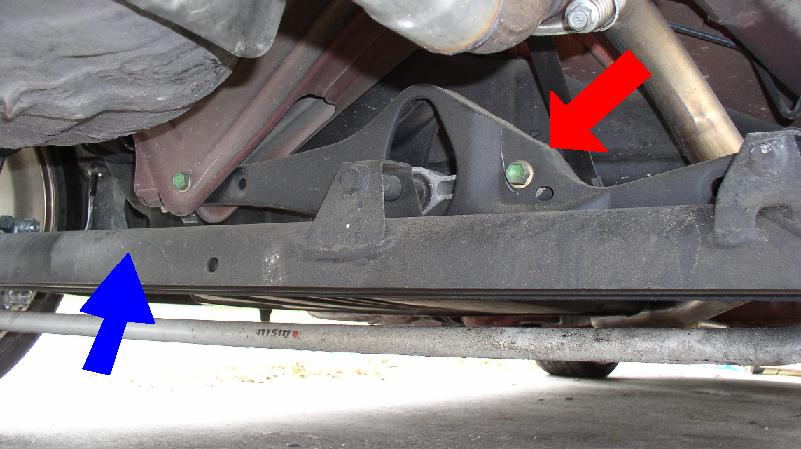
Un mecanismo de Scott Russell en el eje trasero de un Nissan Sentra del año 2002

Un mecanismo de Scott Russell (que lleva esta denominación a pesar de que ya lo había patentado en 1803 el relojero William Freemantle) proporciona un movimiento teóricamente lineal utilizando una forma de conexión con tres barras de longitudes iguales, incluyendo un rodamiento o conexión corredera. Se suele usar para facilitar un cambio de ángulo entre dos movimientos rectilíneos.
Un montaje distinto de este mecanismo se ha utilizado como mecanismo de guiado lateral del eje MLB -multilink beam- de Nissan. Se trata de un eje torsional guiado en sentido transversal por un Mecanismo de Scott Russell modificado que emplea una conexión elastomérica elástica  .
La conexión no comparte las desventajas de la asimetría del sistema de barras Panhard, y siendo más compacto que el mecanismo de Watt, consigue concentrar todos los esfuerzos en una sola articulación.